# 휴고 위빙
휴고 월리스 위빙(Hugo Wallace Weaving, 1960년 4월 4일 ~ )은 오스트레일리아의 배우, 성우이다.
1981년 오스트레일리아 국립 드라마 예술 학교(NIDA)를 졸업한 뒤부터 여러 편의 오스트레일리아 영화, 드라마, 연극에 출연했다. 그는 《매트릭스 시리즈》에서 스미스 요원 역을 맡으면서 큰 주목을 받게 된다. 이후에도 《반지의 제왕》에서 엘론드 역으로도 유명해졌고 《브이 포 벤데타》에서 브이 역, 2007년《트랜스포머》에서 메가트론(Megatron) 역으로도 유명하다.

## 출연 작품
- 매트릭스
- 매트릭스2
- 매트릭스3
- 트랜스포머
- 트랜스포머 2
- 트랜스포머 3
- 의혹속의 증거
- 꼬마돼지 베이브
- 반지의 제왕
- 브이 포 벤데타
- 가디언의 전설
- 퍼스트 어벤져
- 모털 엔진 - 테데우스 발렌타인 역
- 블랙 47 - 헤나 역
- 하트 앤 본즈